# Anders Lindros
Anders Lindros, född 26 april 1796 i Söderhamn, död 6 augusti 1832 i Helsingfors, var en finländsk pianotillverkare i Helsingfors.

## Biografi
Lindros arbetade sin första tid som snickare i Helsingfors. Han kom senare att lösa sig yrket som instrumentmakare i S:t Petersburg. Lindros återkom  under 1820-talet till Helsingfors. 12 november 1825 fick han burskap och började då arbeta som instrumentmakare i staden. Han avled av nervfeber 6 augusti 1832 i Helsingfors.
Lindros var gift med Susanna Helena Nymalm (född 1802).

## Instrument
Lindros tillverkade under sin verksamhetsperiod några tiotal taffelpianon. Endast ett taffelpiano är bevarat.
Han tillverkade även andra instrument såsom gitarrer, flöjter, klarinetter och fioler.